# Sistema Nacional de Radio y Televisión
El Sistema Nacional de Radio y Televisión, conocido como Sinart, es una institución autónoma pública mediática costarricense. Está a cargo de varios medios de comunicación públicos que incluyen la televisora estatal Canal 13 (Costa Rica)  y la emisora radial La Nacional 101.5 FM y 590 AM (anteriormente llamada Radio Nacional), especializados en programación cultural. También publica la revista Contrapunto y tiene una versión en línea, llamada Sinart Digital.

## Historia
El Canal 13 inició transmisiones el 15 de septiembre de 1978. El 25 de abril de 1978, se creó Radio Nacional.

## Medios

### Televisión
| Logo | Nombre      | Programación                                                                           | Fundación                | Canales                             |
| ---- | ----------- | -------------------------------------------------------------------------------------- | ------------------------ | ----------------------------------- |
|      | Canal Trece | Canal generalista, con programación nacional, informativo, cultural y entretenimiento. | 15 de septiembre de 1978 | Canal 13 (Análogo) Canal 13.1 (TDT) |

### Radio
| Logo | Nombre      | Programación                                               | Fundación           | Emisoras        |
| ---- | ----------- | ---------------------------------------------------------- | ------------------- | --------------- |
|      | La Nacional | Emisora generalista, informativa y de temática miscelánea. | 25 de abril de 1978 | 101.5 FM 590 AM |